# Neacomys xingu
Neacomys xingu és una espècie de mamífer rosegador de la família dels cricètids. És endèmic del centre d'endemisme del Xingu (Brasil). El seu hàbitat natural és la jungla. Té el pelatge dorsal marró-taronja amb alguns pèls de color negre, mentre que el ventral va del blanc pur al blanc camussa. El seu nom específic, xingu, es refereix a la regió on viu. Com que fou descoberta fa poc, l'estat de conservació d'aquesta espècie encara no ha estat avaluat formalment.